# Santa Rosa (Ecuador)
Santa Rosa ist eine Stadt und ein Municipio in der Provinz El Oro von Ecuador. Santa Rosa ist der Sitz des gleichnamigen Kantons. Teil des Municipios bildet die Parroquia urbana Santa Rosa. Sie ist die drittgrößte und bevölkerungsreichste Stadt in der Provinz El Oro. Sie liegt südlich der Küstenregion Ecuadors, in einer ausgedehnten Ebene am rechten Ufer des Flusses Santa Rosa auf einer Höhe von 10 Metern über dem Meeresspiegel und hat ein tropisches feuchtes Regenklima.
Sie wird "La Benemérita" genannt wegen ihres historischen Hintergrunds bei der Verteidigung der Nation bei Konflikten mit Peru. Bei der Volkszählung 2010 hatte sie 48.929 Einwohner, was sie zur 24. bevölkerungsreichsten Stadt des Landes macht. Sie ist Teil der Metropolregion Machala, da ihre wirtschaftliche, soziale und kommerzielle Aktivität stark mit Machala verbunden ist.

## Geschichte
Die Ursprünge der Stadt gehen auf das 17. Jahrhundert zurück, aber erst in der Mitte des 20. Jahrhunderts erlebte sie aufgrund der Produktion von Bananen und Garnelen ein beschleunigtes Bevölkerungswachstum und wurde zu einem der wichtigsten städtischen Zentren der Provinz.

## Demografie
Im administrativen Stadtgebiet leben 48.929 Einwohner, während im gesamten Kanton einschließlich der ländlichen Gebiete 82.170 Einwohner leben. Die Bevölkerung bestand 2010 zu 82,9 % aus Mestizen, zu 7,4 % aus Weißen, zu 0,8 % aus Indigenen, zu 7,7 % aus Afroecuadorianern, zu 1,0 % aus Montubio und zu 0,2 % aus sonstigen Ethnien. Die Alphabetisierungsrate lag bei 96,4 % der Bevölkerung.
| Zensusjahr | Einwohnerzahl |
| ---------- | ------------- |
| 1982       | 26.716        |
| 1990       | 32.648        |
| 2001       | 42.593        |
| 2010       | 48.929        |

## Verkehr
Im Stadtgebiet liegt der Flughafen Santa Rosa.

## Municipio
Das Municipio Santa Rosa hatte im Jahr 2010 52.863 Einwohner. Es umfasst folgende Parroquias urbanas („städtisches Kirchspiel“):
- Balneario Jambelí (⊙, parroquia satélite, auf der Insel Jambelí, 2002 eingegliedert)
- Jumón (⊙, parroquia satélite)
- Nuevo Santa Rosa (⊙)
- Puerto Jelí (⊙)
- Santa Rosa – Sitz der Kantonsverwaltung (cabecera cantonal)